# Roberta Metsola
Roberta Metsola Tedesco Triccas (St. Julian's, Malta, 18 de janeiro de 1979) é uma política maltesa. É a presidente do Parlamento Europeu desde janeiro de 2022, tendo assumido o cargo de forma interina na sequência do falecimento do anterior presidente David Sassoli, e sido eleita, com cerca de 458 votos dos 705 deputados no dia 18 de janeiro de 2022.

## Biografia
Estudou Direito na Universidade de Malta e foi uma das primeiras alunas do seu país a participar no programa Erasmus em Rennes. Doutorou-se em 2003. Em 2004 concluiu o mestrado no Colegio de Europa. Durante os seus estudos, em 2002/2003 foi secretária-geral da organização de Estudantes Democráticos Europeus (ESD), um grupo afiliado ao Partido Popular Europeu.
Desempenhou as funções de Adida de Cooperação Jurídica e Judiciária de Malta na Representação Permanente de Malta para a União Europeia e de 2012 a 2013 como Assessora Jurídica do Alto Representante da União para a Política Externa e de segurança, Catherine Ashton.
Depois de ter sido candidata em várias ocasiões, em 2004 e 2009, conquistou em abril de 2013 um lugar no Parlamento Europeu por Malta, substituindo Simon Busuttil eleito no parlamento maltês, tendo sido reeleita em 2019.